# Tra le cose che aspettano
Tra le cose che aspettano è una raccolta poetica del poeta italiano Emilio Zucchi.
Essa è strutturata in due sezioni dal titolo "Periferia di Parma" (suddivisa in tre sottosezioni) e da "Appennino" (suddivisa in due sottosezioni).
Le poesie alle pp. 17, 46, 51, 53, 57, 63 e 67 sono state precedentemente pubblicate sulla rivista Poesia (rivista 1988) edita da Crocetti Editore nel maggio del 2004, mentre le poesie alle pp. 18, 19, 20, 21, 22, 23, 26, 29, 30, 31, 32, 33, 34, 35 e 36 erano già apparse su "Almanacco dello specchio di Arnoldo Mondadori Editore nel 2005. Le rimanenti poesie sono tutte inedite.
Nella prefazione al testo, il critico Maurizio Cucchi scrive: " La sua voce è potente, il sentimento delle cose profondo...splendide sono le poesie..."
Ogni lirica di questa raccolta, come scrive Ottavio Rossani,... è esemplare per rigore espressivo, fluidità del verso, critica civile, sobrietà dei toni."